# Rochor (Stadtviertel)

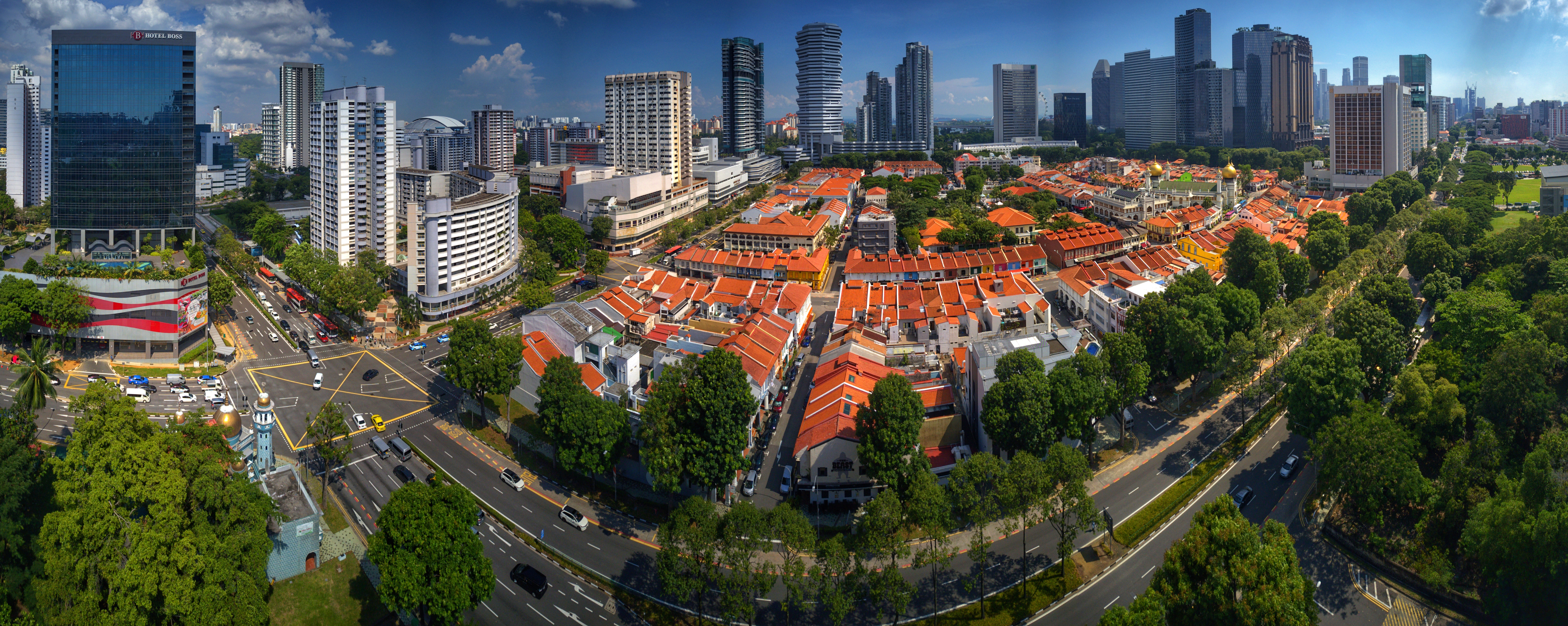
Viertel Kampong Glam in Rochor (Luft-Panorama-Aufnahme)

Rochor (chinesisch 梧槽) ist ein Planungsgebiet (planning area) in Singapur.

## Lage
Rochor liegt in der Central Region unweit von Downtown Core. Östlich von Rochor befindet sich der Viertel Kallang, während sich das Chinatown im Süden befindet. Zu den bekannten Subzonen von Rochor gehört insbesondere Little India mit einer konzentrierten indischstämmigen  Bevölkerung, sowie Kampong Glam, wo sich vor allem die malaysische Gemeinschaft befindet. Im Westen liegt das Planungsgebiet Newton. Die Straße Serangoon Road, die sich vor allem durch das Gebiet Little India zieht, ist eine der ältesten Straßen, die in Singapur gebaut wurden.

## Gliederung und Einwohnerentwicklung
Das Planungsgebiet Rochor gliedert sich in zehn sogenannte Subzonen; die Einwohnerzahlen für das Planungsgebiet Rochor mit seinen zehn Subzonen ergeben folgendes Bild:
| Name | Status         | Einwohner 2000 | Einwohner 2010 | Einwohner 2015 | Einwohner 2018 |
| --- | -------------- | -------------- | -------------- | -------------- | -------------- |
| Rochor | Planungsgebiet | 17.994         | 15.664         | 14.590         | 13.450         |
| Bencoolen | Subzone        | ...            | 1.604          | 1.460          | 1.280          |
| Farrer Park | Subzone        | ...            | 3.402          | 3.130          | 2.830          |
| Kampong Glam | Subzone        | ...            | ...            | 170            | 160            |
| Little India | Subzone        | ...            | 4.164          | 3.850          | 3.460          |
| Mackenzie | Subzone        | ...            | ...            | 110            | 130            |
| Mount Emily | Subzone        | ...            | ...            | 1.110          | 1.330          |
| Rochor Canal | Subzone        | ...            | ...            | 10             | ...            |
| Selegie | Subzone        | ...            | ...            | 270            | 220            |
| Sungei Road | Subzone        | ...            | 2.500          | 2.420          | 2.140          |
| Victoria | Subzone        | ...            | 2.430          | 2.060          | 1.910          |
| Die Zahlen für 2000 und 2010 verstehen sich jeweils als Ergebnisse der Einwohnerzählung zum 30. Juni, für 2015 und 2018 als Schätzungen zum gleichen Datum. Berücksichtigt ist nur die Wohnbevölkerung. "..." bedeutet nicht erhoben bzw. nicht geschätzt. |                |                |                |                |                |